# Divizia B 1989-1990
Divizia B 1989-1990 a fost al 50-lea sezon al celui de-al doilea nivel al sistemului de ligi ale fotbalului românesc.

## Formatul
Formatul a fost menținut la trei serii, fiecare dintre ele având 18 echipe. La sfârșitul sezonului, câștigătorii seriei au promovat în Divizia A și ultimele 4 locuri din fiecare serie au retrogradat în Divizia C. S-a jucat un play-out (3 meciuri de baraj pentru retrogradare) între locurile 15 din fiecare serie, ultima echipă a retrogradat și în Divizia C: play-off-ul pentru retrogradare a fost necesar din cauza căderii comunismului în Decembrie 1989, culminând cu excluderea din Divizia A a Flacăra Moreni și Olt Scornicești, și
dizolvarea Victoria București.

## Schimbări de echipă
| Promovat din Divizia C - Foresta Fălticeni - Viitorul Vaslui - Olimpia Râmnicu Sărat - Unirea Slobozia - Autobuzul București - Mecanică Fină București - Constructorul Craiova - Vagonul Arad - Mureșul Explorări Deva - IMASA Sfântu Gheorghe - Steaua CFR Cluj - Someșul Satu Mare Retrogradat din Divizia A - Oțelul Galați - Rapid București - ASA Târgu Mureș | Retrogradat în Divizia C - Metalul Plopeni - Electroputere Craiova - Minerul Cavnic - FEPA 74 Bârlad - Dacia Pitești - Minerul Paroșeni - Câmpulung Moldovenesc - Dunărea Călărași - Mecanica Orăștie - Delta Tulcea - Metalul Mangalia - Avântul Reghin Promovat în Divizia A - Petrolul Ploiești - Jiul Petroșani - Politehnica Timișoara |

### Echipe redenumite
Steaua CFR Cluj a fost redenumită CFR Cluj.
Unirea Dinamo Focșani a fost redenumită Unirea Focșani.

## Clasamente

### Seria I

#### Clasamentul Seriei I
| Loc | Echipa                  | MJ | V  | E | Î  | GM | GP | DG  | Pct | Promovare sau retrogradare             |
| --- | ----------------------- | -- | -- | - | -- | -- | -- | --- | --- | -------------------------------------- |
| 1   | Progresul Brăila (C, P) | 34 | 22 | 4 | 8  | 69 | 19 | +50 | 48  | Promovarea în Divizia A                |
| 2   | Gloria Buzău            | 34 | 21 | 6 | 7  | 63 | 32 | +31 | 48  |                                        |
| 3   | Oțelul Galați           | 34 | 20 | 0 | 14 | 54 | 35 | +19 | 40  |                                        |
| 4   | Politehnica Iași        | 34 | 18 | 4 | 12 | 69 | 44 | +25 | 40  |                                        |
| 5   | Steaua Mizil            | 34 | 17 | 3 | 14 | 48 | 40 | +8  | 37  |                                        |
| 6   | Olimpia Râmnicu Sărat   | 34 | 15 | 6 | 13 | 36 | 37 | −1  | 36  |                                        |
| 7   | CSM Suceava             | 34 | 15 | 5 | 14 | 48 | 39 | +9  | 35  |                                        |
| 8   | Aripile Bacău           | 34 | 15 | 4 | 15 | 39 | 46 | −7  | 34  |                                        |
| 9   | Foresta Fălticeni       | 34 | 16 | 2 | 16 | 46 | 58 | −12 | 34  |                                        |
| 10  | Unirea Focșani          | 34 | 14 | 5 | 15 | 35 | 42 | −7  | 33  |                                        |
| 11  | Prahova Ploiești        | 34 | 14 | 5 | 15 | 41 | 53 | −12 | 33  |                                        |
| 12  | Poiana Câmpina          | 34 | 12 | 8 | 14 | 29 | 51 | −22 | 32  |                                        |
| 13  | Unirea Slobozia         | 34 | 13 | 6 | 15 | 38 | 47 | −9  | 32  |                                        |
| 14  | Ceahlăul Piatra Neamț   | 34 | 11 | 9 | 14 | 36 | 37 | −1  | 31  |                                        |
| 15  | Siretul Pașcani (O)     | 34 | 12 | 7 | 15 | 25 | 37 | −12 | 31  | Calificare în Play-out de retrogradare |
| 16  | CFR Pașcani (R)         | 34 | 11 | 3 | 20 | 31 | 45 | −14 | 25  | Retrogradarea în Divizia C             |
| 17  | CS Botoșani (R)         | 34 | 9  | 4 | 21 | 37 | 55 | −18 | 22  | Retrogradarea în Divizia C             |
| 18  | Viitorul Vaslui (R)     | 34 | 8  | 5 | 21 | 42 | 69 | −27 | 21  | Retrogradarea în Divizia C             |

### Seria II

#### Clasamentul Seriei II
| Loc | Echipa                    | MJ | V  | E  | Î  | GM | GP | DG  | Pct | Promovare sau retrogradare             |
| --- | ------------------------- | -- | -- | -- | -- | -- | -- | --- | --- | -------------------------------------- |
| 1   | Rapid București (C, P)    | 34 | 22 | 5  | 7  | 61 | 32 | +29 | 49  | Promovarea în Divizia A                |
| 2   | Drobeta-Turnu Severin     | 34 | 21 | 3  | 10 | 69 | 42 | +27 | 45  |                                        |
| 3   | Unirea Alba Iulia         | 34 | 18 | 2  | 14 | 72 | 52 | +20 | 38  |                                        |
| 4   | Chimia Râmnicu Vâlcea     | 34 | 16 | 5  | 13 | 51 | 41 | +10 | 37  |                                        |
| 5   | Sportul 30 Decembrie      | 34 | 15 | 7  | 12 | 36 | 40 | −4  | 37  |                                        |
| 6   | CS Târgoviște             | 34 | 15 | 4  | 15 | 59 | 56 | +3  | 34  |                                        |
| 7   | FCM Caracal               | 34 | 14 | 6  | 14 | 45 | 44 | +1  | 34  |                                        |
| 8   | Mecanică Fină București   | 34 | 14 | 5  | 15 | 58 | 49 | +9  | 33  |                                        |
| 9   | Minerul Motru             | 34 | 16 | 1  | 17 | 35 | 49 | −14 | 33  |                                        |
| 10  | Gaz Metan Mediaș          | 34 | 15 | 2  | 17 | 46 | 54 | −8  | 32  |                                        |
| 11  | Autobuzul București       | 34 | 12 | 8  | 14 | 43 | 50 | −7  | 32  |                                        |
| 12  | Metalurgistul Slatina     | 34 | 14 | 4  | 16 | 53 | 56 | −3  | 32  |                                        |
| 13  | ICIM Brașov               | 34 | 13 | 6  | 15 | 47 | 45 | +2  | 32  |                                        |
| 14  | Pandurii Târgu Jiu        | 34 | 11 | 10 | 13 | 40 | 42 | −2  | 32  |                                        |
| 15  | Tractorul Brașov (O)      | 34 | 14 | 3  | 17 | 49 | 54 | −5  | 31  | Calificare to Play-out de retrogradare |
| 16  | IMASA Sfântu Gheorghe (R) | 34 | 11 | 9  | 14 | 43 | 50 | −7  | 31  | Retrogradarea în Divizia C             |
| 17  | Metalul Mija (R)          | 34 | 13 | 3  | 18 | 49 | 66 | −17 | 29  | Retrogradarea în Divizia C             |
| 18  | Constructorul Craiova (R) | 34 | 5  | 11 | 18 | 39 | 73 | −34 | 21  | Retrogradarea în Divizia C             |

### Seria III

#### Clasamentul Seriei III
| Loc | Echipa                       | MJ | V  | E  | Î  | GM | GP | DG  | Pct | Promovare sau retrogradare |
| --- | ---------------------------- | -- | -- | -- | -- | -- | -- | --- | --- | -------------------------- |
| 1   | Gloria Bistrița (C, P)       | 34 | 18 | 9  | 7  | 87 | 40 | +47 | 45  | Promovarea în Divizia A    |
| 2   | UTA Arad                     | 34 | 18 | 3  | 13 | 58 | 51 | +7  | 39  |                            |
| 3   | F.C. Baia Mare               | 34 | 16 | 7  | 11 | 50 | 26 | +24 | 39  |                            |
| 4   | CSM Reșița                   | 34 | 16 | 6  | 12 | 50 | 49 | +1  | 38  |                            |
| 5   | CFR Timișoara                | 34 | 15 | 6  | 13 | 50 | 53 | −3  | 36  |                            |
| 6   | Chimica Târnăveni            | 34 | 15 | 5  | 14 | 43 | 47 | −4  | 35  |                            |
| 7   | ASA Târgu Mureș              | 34 | 15 | 6  | 13 | 59 | 42 | +17 | 36  |                            |
| 8   | Armătura Zalău               | 34 | 12 | 10 | 12 | 43 | 53 | −10 | 34  |                            |
| 9   | Gloria Reșița                | 34 | 15 | 4  | 15 | 41 | 37 | +4  | 34  |                            |
| 10  | Vagonul Arad                 | 34 | 14 | 6  | 14 | 58 | 53 | +5  | 34  |                            |
| 11  | Strungul Arad                | 34 | 14 | 6  | 14 | 49 | 37 | +12 | 34  |                            |
| 12  | Olimpia Satu Mare            | 34 | 15 | 4  | 15 | 37 | 43 | −6  | 34  |                            |
| 13  | Metalul Bocșa                | 34 | 15 | 3  | 16 | 52 | 44 | +8  | 33  |                            |
| 14  | Progresul Timișoara          | 34 | 13 | 7  | 14 | 46 | 56 | −10 | 33  |                            |
| 15  | Someșul Satu Mare (R)        | 34 | 14 | 5  | 15 | 47 | 52 | −5  | 33  | Calificare în play-out     |
| 16  | Electromureș Târgu Mureș (R) | 34 | 14 | 4  | 16 | 48 | 55 | −7  | 32  | Retrogradarea în Divizia C |
| 17  | Mureșul Deva (R)             | 34 | 7  | 9  | 18 | 44 | 84 | −40 | 23  | Retrogradarea în Divizia C |
| 18  | CFR Cluj (R)                 | 34 | 5  | 10 | 19 | 26 | 66 | −40 | 20  | Retrogradarea în Divizia C |

## Play-out de retrogradare
Echipele de pe locul 15 din fiecare serie a Diviziei B au jucat un play-off pentru retrogradare. Play-off-ul s-a desfășurat la București, iar echipa care s-a clasat pe ultimul loc la finalul turneului retrogradată în Divizia C.
| Loc | Echipa                | MJ | V | E | Î | GM | GP | DG | Pct | Retrogradare               |
| --- | --------------------- | -- | - | - | - | -- | -- | -- | --- | -------------------------- |
| 1   | Siretul Pașcani       | 2  | 1 | 0 | 1 | 2  | 1  | +1 | 2   |                            |
| 2   | Tractorul Brașov      | 2  | 1 | 0 | 1 | 2  | 2  | 0  | 2   |                            |
| 3   | Someșul Satu Mare (R) | 2  | 1 | 0 | 1 | 2  | 3  | −1 | 2   | Retrogradarea în Divizia C |

### Runda 1
| Echipa 1         | Scor | Echipa 2          |
| ---------------- | ---- | ----------------- |
| Tractorul Brașov | 1–2  | Someșul Satu Mare |

### Runda 2
| Echipa 1        | Scor | Echipa 2          |
| --------------- | ---- | ----------------- |
| Siretul Pașcani | 2–0  | Someșul Satu Mare |

### Runda 3
| Echipa 1         | Scor | Echipa 2        |
| ---------------- | ---- | --------------- |
| Tractorul Brașov | 1–0  | Siretul Pașcani |

## Golgheteri
12 goals
- Gabor Gerstenmajer (Olimpia Satu Mare)

9 goals
- Florin Constantinovici (Rapid București)
- Mihăiță Hanghiuc (Oțelul Galați)

8 goals
- Haralambie Antohi (Oțelul Galați)

7 goals
- Ion Profir (Oțelul Galați)